# Coppa UEFA 2006-2007 (calcio a 5)
La Coppa UEFA 2006-2007 è stata la 6ª edizione del torneo continentale riservato ai club di calcio a 5 vincitori nella precedente stagione del massimo campionato delle federazioni affiliate alla UEFA. La competizione si è disputata tra il 10 settembre 2006 e il 28 aprile 2007 e ha coinvolto 40 società, tra le quali – per la prima volta – squadre di Austria, Germania, Malta, Scozia, Svezia e Svizzera. Da questa edizione la formula della competizione subisce alcuni cambiamenti: allargamento del turno preliminare a 16 società con accesso alla fase successiva garantita alle sole vincitrici dei gironi; riduzione dei gironi del primo turno (denominato "principale") da 8 a 6; allargamento a 16 partecipanti al secondo turno (denominato "élite"); semifinali e finale disputate in una sede unica.
I campioni in carica dell'Interviú e le prime tre squadre del ranking, cioè Dinamo Mosca, Action 21 ed ElPozo Murcia, accedono direttamente al turno élite. A trionfare è stata la formazione russa della Dinamo Mosca, alla sua prima affermazione continentale dopo due finali consecutive perse.

## Turno preliminare

### Gruppo A
| Squadra          | P.ti | G | V | N | P | GF | GS | DR |
| ---------------- | ---- | - | - | - | - | -- | -- | -- |
| Adana Erevan     | 7    | 3 | 2 | 1 | 0 | 15 | 10 | +5 |
| Mad Max          | 5    | 3 | 1 | 2 | 0 | 11 | 9  | +2 |
| Roubaix          | 3    | 3 | 1 | 0 | 2 | 17 | 18 | -1 |
| Fair City Santos | 1    | 3 | 0 | 1 | 2 | 16 | 22 | -6 |

| Perth 13 settembre 2006, ore 18:15 WEST                                                       | Fair City Santos | 3 – 5 (0-2) referto                                  | Adana Erevan | Bell's Sports Centre |
| Gunnion 22’ , 32’ Gordon 25’ Marcatori 11’ , 29’ , 34’ Kapukranyan 14’ Yerznkyan 39’ Sanamyan |                  |                                                      |              |                      |
|                                                                                               |                  |                                                      |              |                      |
| Gunnion 22’, 32’ Gordon 25’                                                                   | Marcatori        | 11’, 29’, 34’ Kapukranyan 14’ Yerznkyan 39’ Sanamyan |              |                      |

| Perth 13 settembre 2006, ore 20:00 WEST                        | Mad Max   | 3 – 1 (1-0) referto | Roubaix | Bell's Sports Centre |
| Saarinen 14’ Niskavaara 24’ ( rig. ) , 27’ Marcatori 23’ Saidi |           |                     |         |                      |
|                                                                |           |                     |         |                      |
| Saarinen 14’ Niskavaara 24’ (rig.), 27’                        | Marcatori | 23’ Saidi           |         |                      |

| Perth 14 settembre 2006, ore 18:15 WEST | Fair City Santos | 8 – 12 (2-4) referto                                                                               | Roubaix | Bell's Sports Centre |
| Cameron 6’ , 26’ Gunnion 16’ Caldow 23’ , 26’ Hughes 24’ Gordon 29’ , 31’ Marcatori 7’ Saborit 10’ , 37’ Saidi 11’ , 24’ , 36’ Scurbecq 14’ Rokia 22’ Rabia 25’ , 35’ , 37’ Sali 38’ Khrouf |                  | |         |                      |
| |                  | |         |                      |
| Cameron 6’, 26’ Gunnion 16’ Caldow 23’, 26’ Hughes 24’ Gordon 29’, 31’ | Marcatori        | 7’ Saborit 10’, 37’ Saidi 11’, 24’, 36’ Scurbecq 14’ Rokia 22’ Rabia 25’, 35’, 37’ Sali 38’ Khrouf |         |                      |

| Perth 14 settembre 2006, ore 20:00 WEST                                               | Adana Erevan | 3 – 3 (1-1) referto                | Mad Max | Bell's Sports Centre |
| Niazyan 14’ Sanamyan 27’ Kapukranyan 29’ Marcatori 19’ Niskavaara 24’ Kopola 34’ Blom |              |                                    |         |                      |
|                                                                                       |              |                                    |         |                      |
| Niazyan 14’ Sanamyan 27’ Kapukranyan 29’                                              | Marcatori    | 19’ Niskavaara 24’ Kopola 34’ Blom |         |                      |

| Perth 16 settembre 2006, ore 16:00 WEST                                                                                   | Adana Erevan | 7 – 4 (3-2) referto               | Roubaix | Bell's Sports Centre |
| Sahakyan 4’ Devdariani 18’ , 22’ , 32’ Kapukranyan 19’ , 27’ Karapetyan 26’ Marcatori 7’ , 20’ , 25’ Saidi 27’ Hadjdoudou |              |                                   |         |                      |
| |              |                                   |         |                      |
| Sahakyan 4’ Devdariani 18’, 22’, 32’ Kapukranyan 19’, 27’ Karapetyan 26’                                                  | Marcatori    | 7’, 20’, 25’ Saidi 27’ Hadjdoudou |         |                      |

| Perth 16 settembre 2006, ore 18:00 WEST                                                                  | Fair City Santos | 5 – 5 (3-2) referto                               | Mad Max | Bell's Sports Centre |
| Hughes 3’ , 20’ Cameron 18’ , 27’ Brand 29’ Marcatori 1’ , 33’ Kopra 8’ Mikkola 36’ Kopola 38’ Mustanoja |                  |                                                   |         |                      |
| |                  |                                                   |         |                      |
| Hughes 3’, 20’ Cameron 18’, 27’ Brand 29’                                                                | Marcatori        | 1’, 33’ Kopra 8’ Mikkola 36’ Kopola 38’ Mustanoja |         |                      |

### Gruppo B
| Squadra          | P.ti | G | V | N | P | GF | GS | DR  |
| ---------------- | ---- | - | - | - | - | -- | -- | --- |
| Toligma Chișinău | 9    | 3 | 3 | 0 | 0 | 20 | 4  | +16 |
| Encamp           | 6    | 3 | 2 | 0 | 1 | 15 | 7  | +8  |
| Bulle            | 3    | 3 | 1 | 0 | 2 | 7  | 17 | -10 |
| Doncaster        | 0    | 3 | 0 | 0 | 3 | 8  | 22 | -14 |

| Andorra la Vella 13 settembre 2006, ore 19:00 CEST                                             | Toligma Chișinău | 7 – 0 referto | Bulle | Poliesportiu d'Andorra |
| Subotin 3’ Tacot 16’ Bulala 18’ Mardari 33’ Iacovenco 34’ Hilotii 35’ Plămădeală 39’ Marcatori |                  |               |       |                        |
|                                                                                                |                  |               |       |                        |
| Subotin 3’ Tacot 16’ Bulala 18’ Mardari 33’ Iacovenco 34’ Hilotii 35’ Plămădeală 39’           | Marcatori        |               |       |                        |

| Andorra la Vella 13 settembre 2006, ore 21:00 CEST                                                         | Encamp    | 7 – 2 (5-0) referto     | Doncaster | Poliesportiu d'Andorra |
| Llort 11’ , 15’ Blázquez 14’ , 16’ Babot 17’ Becerra 28’ Martínez 37’ Marcatori 23’ ( rig. ) , 29’ Dalziel |           |                         |           |                        |
| |           |                         |           |                        |
| Llort 11’, 15’ Blázquez 14’, 16’ Babot 17’ Becerra 28’ Martínez 37’                                        | Marcatori | 23’ (rig.), 29’ Dalziel |           |                        |

| Andorra la Vella 14 settembre 2006, ore 19:00 CEST                                                                                | Doncaster | 2 – 10 (2-4) referto                                                                         | Toligma Chișinău | Poliesportiu d'Andorra |
| Maylor 3’ Atkinson 10’ Marcatori 2’ Subotin 7’ , 25’ Coceban 11’ , 24’ Plămădeală 18’ , 28’ Iacovenco 21’ , 28’ Tacot 27’ Mardari |           |                                                                                              |                  |                        |
| |           |                                                                                              |                  |                        |
| Maylor 3’ Atkinson 10’ | Marcatori | 2’ Subotin 7’, 25’ Coceban 11’, 24’ Plămădeală 18’, 28’ Iacovenco 21’, 28’ Tacot 27’ Mardari |                  |                        |

| Andorra la Vella 14 settembre 2006, ore 21:00 CEST                               | Encamp    | 6 – 2 (4-0) referto | Bulle | Poliesportiu d'Andorra |
| Barbosa 3’ Babot 7’ , 31’ Blázquez 14’ , 18’ Llort 33’ Marcatori 25’ , 27’ Meyer |           |                     |       |                        |
|                                                                                  |           |                     |       |                        |
| Barbosa 3’ Babot 7’, 31’ Blázquez 14’, 18’ Llort 33’                             | Marcatori | 25’, 27’ Meyer      |       |                        |

| Andorra la Vella 16 settembre 2006, ore 16:00 CEST                                                 | Bulle     | 5 – 4 (2-2) referto                         | Doncaster | Poliesportiu d'Andorra |
| Rauber 7’ , 37’ Da Silva 15’ , 35’ Meyer 37’ Marcatori 14’ Dalziel 18’ Wood 26’ Hogan 31’ Atkinson |           |                                             |           |                        |
| |           |                                             |           |                        |
| Rauber 7’, 37’ Da Silva 15’, 35’ Meyer 37’                                                         | Marcatori | 14’ Dalziel 18’ Wood 26’ Hogan 31’ Atkinson |           |                        |

| Andorra la Vella 16 settembre 2006, ore 18:00 CEST              | Toligma Chișinău | 3 – 2 (1-2) referto | Encamp | Poliesportiu d'Andorra |
| Iacovenco 1’ Hilotii 37’ Tacot 39’ Marcatori 8’ Babot 19’ Llort |                  |                     |        |                        |
|                                                                 |                  |                     |        |                        |
| Iacovenco 1’ Hilotii 37’ Tacot 39’                              | Marcatori        | 8’ Babot 19’ Llort  |        |                        |

### Gruppo C
| Squadra       | P.ti | G | V | N | P | GF | GS | DR  |
| ------------- | ---- | - | - | - | - | -- | -- | --- |
| Skövde AIK    | 9    | 3 | 3 | 0 | 0 | 20 | 9  | +11 |
| Tirana        | 6    | 3 | 2 | 0 | 1 | 22 | 20 | +2  |
| Mladost Sofia | 3    | 3 | 1 | 0 | 2 | 15 | 17 | -2  |
| Hibernians    | 0    | 3 | 0 | 0 | 3 | 8  | 19 | -11 |

| Sofia 10 settembre 2006, ore 17:00 EEST | Skövde AIK | 8 – 5 (3-0) referto                                       | Tirana | Palazzo degli sport invernali |
| Nielsen 11’ Manastirliu 14’ ( aut. ) Öst 17’ Orlov 25’ , 39’ David 26’ , 37’ Espefält 28’ Marcatori 26’ Sina 31’ Xhaierraj 37’ Manastirliu 38’ , 38’ Muçollari |            |                                                           |        |                               |
| |            |                                                           |        |                               |
| Nielsen 11’ Manastirliu 14’ (aut.) Öst 17’ Orlov 25’, 39’ David 26’, 37’ Espefält 28’                                                                          | Marcatori  | 26’ Sina 31’ Xhaierraj 37’ Manastirliu 38’, 38’ Muçollari |        |                               |

| Sofia 10 settembre 2006, ore 19:00 EEST                                                | Hibernians | 3 – 4 (0-1) referto              | Mladost Sofia | Palazzo degli sport invernali |
| Mijailović 21’ Pantelić 22’ Vukanović 38’ Marcatori 15’ , 31’ , 37’ Kalchev 29’ Tzanev |            |                                  |               |                               |
|                                                                                        |            |                                  |               |                               |
| Mijailović 21’ Pantelić 22’ Vukanović 38’                                              | Marcatori  | 15’, 31’, 37’ Kalchev 29’ Tzanev |               |                               |

| Sofia 11 settembre 2006, ore 17:00 EEST                                                                                          | Tirana    | 7 – 3 (3-2) referto               | Hibernians | Palazzo degli sport invernali |
| Muçollari 4’ ( rig. ) , 23’ Xhaierraj 8’ Sina 13’ Manastirliu 23’ Lika 33’ Kola 40’ Marcatori 3’ , 19’ Martinović 40’ Mijailović |           |                                   |            |                               |
| |           |                                   |            |                               |
| Muçollari 4’ (rig.), 23’ Xhaierraj 8’ Sina 13’ Manastirliu 23’ Lika 33’ Kola 40’                                                 | Marcatori | 3’, 19’ Martinović 40’ Mijailović |            |                               |

| Sofia 11 settembre 2006, ore 19:00 EEST                                   | Skövde AIK | 4 – 2 (0-1) referto   | Mladost Sofia | Palazzo degli sport invernali |
| Nielsen 23’ , 37’ David 29’ Johansson 30’ Marcatori 5’ Jelev 32’ Stepanov |            |                       |               |                               |
|                                                                           |            |                       |               |                               |
| Nielsen 23’, 37’ David 29’ Johansson 30’                                  | Marcatori  | 5’ Jelev 32’ Stepanov |               |                               |

| Sofia 13 settembre 2006, ore 17:00 EEST | Mladost Sofia | 9 – 10 (5-4) referto                                                                                       | Tirana | Palazzo degli sport invernali |
| Nestorov 3’ , 35’ ( rig. ) Blagoev 4’ , 37’ Grozdanov 7’ , 38’ Koychev 11’ , 33’ Marinov 13’ Marcatori 3’ ( aut. ) Blagoev 9’ Nikolla 9’ Manastirliu 17’ Xhaierraj 24’ , 36’ Sina 26’ Resuli 28’ , 32’ , 40’ Muçollari |               | |        |                               |
| |               | |        |                               |
| Nestorov 3’, 35’ (rig.) Blagoev 4’, 37’ Grozdanov 7’, 38’ Koychev 11’, 33’ Marinov 13’ | Marcatori     | 3’ (aut.) Blagoev 9’ Nikolla 9’ Manastirliu 17’ Xhaierraj 24’, 36’ Sina 26’ Resuli 28’, 32’, 40’ Muçollari |        |                               |

| Sofia 13 settembre 2006, ore 19:00 EEST                                                                                           | Hibernians | 2 – 8 (2-3) referto                                                              | Skövde AIK | Palazzo degli sport invernali |
| Pantelić 16’ ( rig. ) Mijailović 19’ Marcatori 5’ Eriksson 11’ , 26’ Nielsen 13’ Persson 27’ , 38’ Öst 30’ Demirbağ 39’ Andersson |            |                                                                                  |            |                               |
| |            |                                                                                  |            |                               |
| Pantelić 16’ (rig.) Mijailović 19’                                                                                                | Marcatori  | 5’ Eriksson 11’, 26’ Nielsen 13’ Persson 27’, 38’ Öst 30’ Demirbağ 39’ Andersson |            |                               |

### Gruppo D
| Squadra         | P.ti | G | V | N | P | GF | GS | DR |
| --------------- | ---- | - | - | - | - | -- | -- | -- |
| Nafta Mazeikiai | 7    | 3 | 2 | 1 | 0 | 12 | 3  | +9 |
| Parnassos       | 5    | 3 | 1 | 2 | 0 | 9  | 5  | +4 |
| UFC Münster     | 2    | 3 | 0 | 2 | 1 | 5  | 12 | -7 |
| Eugendorf       | 1    | 3 | 0 | 1 | 2 | 3  | 9  | -6 |

| Kaunas 11 settembre 2006, ore 18:00 EEST                                      | Parnassos | 5 – 1 (2-1) referto | Eugendorf | Kauno sporto halė |
| Demetriou 5’ Manoli 18’ Polyviou 30’ , 35’ Zambas 39’ Marcatori 19’ Schinagel |           |                     |           |                   |
|                                                                               |           |                     |           |                   |
| Demetriou 5’ Manoli 18’ Polyviou 30’, 35’ Zambas 39’                          | Marcatori | 19’ Schinagel       |           |                   |

| Kaunas 11 settembre 2006, ore 20:00 EEST                                                                              | Nafta Mazeikiai | 8 – 1 (3-0) referto  | UFC Münster | Kauno sporto halė |
| Nepas 10’ Tautvydas 14’ Dėlkus 19’ Bulošas 27’ , 30’ , 35’ Žukovas 36’ Vekerotas 39’ Marcatori 26’ ( rig. ) Offermann |                 |                      |             |                   |
| |                 |                      |             |                   |
| Nepas 10’ Tautvydas 14’ Dėlkus 19’ Bulošas 27’, 30’, 35’ Žukovas 36’ Vekerotas 39’                                    | Marcatori       | 26’ (rig.) Offermann |             |                   |

| Kaunas 12 settembre 2006, ore 18:00 EEST                     | UFC Münster | 2 – 2 (0-2) referto          | Parnassos | Kauno sporto halė |
| Quick 30’ Wenning 39’ Marcatori 10’ Chrysostomou 18’ Andreou |             |                              |           |                   |
|                                                              |             |                              |           |                   |
| Quick 30’ Wenning 39’                                        | Marcatori   | 10’ Chrysostomou 18’ Andreou |           |                   |

| Kaunas 12 settembre 2006, ore 20:00 EEST | Nafta Mazeikiai | 2 – 0 (0-0) referto | Eugendorf | Kauno sporto halė |
| Tautvydas 21’ Žukovas 26’ Marcatori      |                 |                     |           |                   |
|                                          |                 |                     |           |                   |
| Tautvydas 21’ Žukovas 26’                | Marcatori       |                     |           |                   |

| Kaunas 14 settembre 2006, ore 18:00 EEST                    | Eugendorf | 2 – 2 (1-1) referto  | UFC Münster | Kauno sporto halė |
| Huseinović 6’ Schinagel 39’ Marcatori 15’ , 34’ Hellendrung |           |                      |             |                   |
|                                                             |           |                      |             |                   |
| Huseinović 6’ Schinagel 39’                                 | Marcatori | 15’, 34’ Hellendrung |             |                   |

| Kaunas 14 settembre 2006, ore 20:00 EEST                   | Parnassos | 2 – 2 (1-1) referto       | Nafta Mazeikiai | Kauno sporto halė |
| Zambas 9’ Polyviou 37’ Marcatori 15’ Lesnickas 38’ Bulošas |           |                           |                 |                   |
|                                                            |           |                           |                 |                   |
| Zambas 9’ Polyviou 37’                                     | Marcatori | 15’ Lesnickas 38’ Bulošas |                 |                   |

## Turno principale

### Gruppo 1
| Squadra           | P.ti | G | V | N | P | GF | GS | DR  |
| ----------------- | ---- | - | - | - | - | -- | -- | --- |
| Arzignano         | 7    | 3 | 2 | 1 | 0 | 10 | 2  | +8  |
| Qairat            | 7    | 3 | 2 | 1 | 0 | 9  | 5  | +4  |
| Partizan Sarajevo | 3    | 3 | 1 | 0 | 2 | 9  | 11 | -2  |
| Slov-Matic FOFO   | 0    | 3 | 0 | 0 | 3 | 2  | 12 | -10 |

| Sarajevo 10 ottobre 2006, ore 18:00 CEST | Qairat    | 3 – 0 (2-0) referto | Slov-Matic FOFO | Zetra |
| Etienne 10’ , 39’ Pica-Pau 15’ Marcatori |           |                     |                 |       |
|                                          |           |                     |                 |       |
| Etienne 10’, 39’ Pica-Pau 15’            | Marcatori |                     |                 |       |

| Sarajevo 10 ottobre 2006, ore 20:00 CEST                            | Arzignano | 5 – 0 (1-0) referto | Partizan Sarajevo | Zetra |
| Amoroso 12’ Bearzi 35’ Pinilla 36’ Danilo 37’ Wilhelm 39’ Marcatori |           |                     |                   |       |
|                                                                     |           |                     |                   |       |
| Amoroso 12’ Bearzi 35’ Pinilla 36’ Danilo 37’ Wilhelm 39’           | Marcatori |                     |                   |       |

| Sarajevo 11 ottobre 2006, ore 18:00 CEST                                                    | Partizan Sarajevo | 6 – 2 (0-2) referto  | Slov-Matic FOFO | Zetra |
| Vilić 25’ , 29’ , 32’ Ramić 32’ Lalić 38’ Vladisavljević 39’ Marcatori 9’ Hal'ko 19’ Čambal |                   |                      |                 |       |
|                                                                                             |                   |                      |                 |       |
| Vilić 25’, 29’, 32’ Ramić 32’ Lalić 38’ Vladisavljević 39’                                  | Marcatori         | 9’ Hal'ko 19’ Čambal |                 |       |

| Sarajevo 11 ottobre 2006, ore 20:00 CEST                  | Arzignano | 2 – 2 (0-2) referto     | Qairat | Zetra |
| Amoroso 24’ Wilhelm 27’ Marcatori 3’ Pica-Pau 16’ Etienne |           |                         |        |       |
|                                                           |           |                         |        |       |
| Amoroso 24’ Wilhelm 27’                                   | Marcatori | 3’ Pica-Pau 16’ Etienne |        |       |

| Sarajevo 13 ottobre 2006, ore 18:00 CEST            | Slov-Matic FOFO | 0 – 3 (0-3) referto                     | Arzignano | Zetra |
| Marcatori 2’ Bearzi 8’ Amoroso 8’ ( rig. ) Brancher |                 |                                         |           |       |
|                                                     |                 |                                         |           |       |
|                                                     | Marcatori       | 2’ Bearzi 8’ Amoroso 8’ (rig.) Brancher |           |       |

| Sarajevo 13 ottobre 2006, ore 20:00 CEST                                                      | Qairat    | 4 – 3 (1-2) referto                  | Partizan Sarajevo | Zetra |
| Pica-Pau 10’ , 37’ Samohvalov 24’ Waguinho 37’ Marcatori 19’ Uščuplić 20’ Novoselac 28’ Lalić |           |                                      |                   |       |
|                                                                                               |           |                                      |                   |       |
| Pica-Pau 10’, 37’ Samohvalov 24’ Waguinho 37’                                                 | Marcatori | 19’ Uščuplić 20’ Novoselac 28’ Lalić |                   |       |

### Gruppo 2
| Squadra       | P.ti | G | V | N | P | GF | GS | DR  |
| ------------- | ---- | - | - | - | - | -- | -- | --- |
| Araz Naxçıvan | 9    | 3 | 3 | 0 | 0 | 20 | 8  | +12 |
| Spalato       | 6    | 3 | 2 | 0 | 1 | 14 | 9  | +5  |
| Skövde AIK    | 3    | 3 | 1 | 0 | 2 | 10 | 17 | -7  |
| Athina 90     | 0    | 3 | 0 | 0 | 3 | 6  | 16 | -10 |

| Spalato 12 ottobre 2006, ore 18:00 CEST                                                                               | Spalato   | 3 – 5 (2-1) referto                                                | Araz Naxçıvan | Arena Gripe |
| Krezo 7’ ( rig. ) da Silva 11’ Banić 35’ Marcatori 9’ Kapkov 21’ Borisov 22’ Fərəczadə 25’ Məmmədkərimov 32’ Diogenes |           |                                                                    |               |             |
| |           |                                                                    |               |             |
| Krezo 7’ (rig.) da Silva 11’ Banić 35’                                                                                | Marcatori | 9’ Kapkov 21’ Borisov 22’ Fərəczadə 25’ Məmmədkərimov 32’ Diogenes |               |             |

| Spalato 12 ottobre 2006, ore 20:00 CEST                                       | Athina 90 | 2 – 5 (0-3) referto                             | Skövde AIK | Arena Gripe |
| Michalīs 22’ , 27’ Marcatori 4’ , 38’ Persson 13’ Öst 16’ Nielsen 34’ Abraham |           |                                                 |            |             |
|                                                                               |           |                                                 |            |             |
| Michalīs 22’, 27’                                                             | Marcatori | 4’, 38’ Persson 13’ Öst 16’ Nielsen 34’ Abraham |            |             |

| Spalato 13 ottobre 2006, ore 18:00 CEST                                            | Araz Naxçıvan | 5 – 1 (3-1) referto | Athina 90 | Arena Gripe |
| Fərəczadə 9’ Azimov 11’ Məmmədkərimov 18’ , 38’ Borisov 29’ Marcatori 12’ Michalīs |               |                     |           |             |
|                                                                                    |               |                     |           |             |
| Fərəczadə 9’ Azimov 11’ Məmmədkərimov 18’, 38’ Borisov 29’                         | Marcatori     | 12’ Michalīs        |           |             |

| Spalato 13 ottobre 2006, ore 20:00 CEST                          | Spalato   | 5 – 1 (5-1) referto | Skövde AIK | Arena Gripe |
| Osibov 4’ Brčić 5’ Banić 8’ , 19’ Jarni 15’ Marcatori 8’ Abraham |           |                     |            |             |
|                                                                  |           |                     |            |             |
| Osibov 4’ Brčić 5’ Banić 8’, 19’ Jarni 15’                       | Marcatori | 8’ Abraham          |            |             |

| Spalato 15 ottobre 2006, ore 15:00 CEST | Skövde AIK | 4 – 10 (0-5) referto                                                                             | Araz Naxçıvan | Arena Gripe |
| Persson 28’ , 33’ David 37’ ( rig. ) Stromberg 38’ Marcatori 1’ , 19’ , 21’ , 22’ Kapkov 2’ , 36’ Borisov 4’ Diogenes 6’ Azimov 34’ Məmmədkərimov 39’ Allakhyarov |            |                                                                                                  |               |             |
| |            |                                                                                                  |               |             |
| Persson 28’, 33’ David 37’ (rig.) Stromberg 38’ | Marcatori  | 1’, 19’, 21’, 22’ Kapkov 2’, 36’ Borisov 4’ Diogenes 6’ Azimov 34’ Məmmədkərimov 39’ Allakhyarov |               |             |

| Spalato 15 ottobre 2006, ore 17:00 CEST                                                           | Athina 90 | 3 – 6 (2-2) referto                                 | Spalato | Arena Gripe |
| Michalīs 12’ Litos 18’ Ziakas 25’ Marcatori 12’ , 37’ Duvnjak 18’ , 26’ Krezo 31’ Jarni 33’ Laura |           |                                                     |         |             |
|                                                                                                   |           |                                                     |         |             |
| Michalīs 12’ Litos 18’ Ziakas 25’                                                                 | Marcatori | 12’, 37’ Duvnjak 18’, 26’ Krezo 31’ Jarni 33’ Laura |         |             |

### Gruppo 3
| Squadra          | P.ti | G | V | N | P | GF | GS | DR  |
| ---------------- | ---- | - | - | - | - | -- | -- | --- |
| Sporting Lisbona | 9    | 3 | 3 | 0 | 0 | 17 | 6  | +11 |
| Clearex Chorzów  | 6    | 3 | 2 | 0 | 1 | 13 | 8  | +5  |
| Alfa Parf        | 3    | 3 | 1 | 0 | 2 | 10 | 10 | 0   |
| Adana Erevan     | 0    | 3 | 0 | 0 | 3 | 7  | 23 | -16 |

| Chorzów 9 ottobre 2006, ore 18:00 CEST           | Clearex Chorzów | 3 – 1 (1-0) referto | Alfa Parf | Hala sportowa MORiS |
| Marzec 16’ , 27’ Płaza 24’ Marcatori 38’ Leveski |                 |                     |           |                     |
|                                                  |                 |                     |           |                     |
| Marzec 16’, 27’ Płaza 24’                        | Marcatori       | 38’ Leveski         |           |                     |

| Chorzów 9 ottobre 2006, ore 20:00 CEST                                                                | Sporting Lisbona | 9 – 1 (4-1) referto | Adana Erevan | Hala sportowa MORiS |
| Davi 9’ Evandro 10’ , 27’ Deo 11’ , 11’ Zézito 24’ Nenê 31’ Wulf 35’ , 35’ Marcatori 18’ Gyulambaryan |                  |                     |              |                     |
| |                  |                     |              |                     |
| Davi 9’ Evandro 10’, 27’ Deo 11’, 11’ Zézito 24’ Nenê 31’ Wulf 35’, 35’                               | Marcatori        | 18’ Gyulambaryan    |              |                     |

| Chorzów 10 ottobre 2006, ore 18:00 CEST                                                                            | Clearex Chorzów | 7 – 3 (1-1) referto                          | Adana Erevan | Hala sportowa MORiS |
| Szłapa 14’ , 31’ Filipczak 30’ , 37’ , 39’ , 40’ Miozga 35’ Marcatori 16’ Gyulambaryan 23’ Karapetyan 39’ Sanamyan |                 |                                              |              |                     |
| |                 |                                              |              |                     |
| Szłapa 14’, 31’ Filipczak 30’, 37’, 39’, 40’ Miozga 35’                                                            | Marcatori       | 16’ Gyulambaryan 23’ Karapetyan 39’ Sanamyan |              |                     |

| Chorzów 10 ottobre 2006, ore 20:00 CEST                               | Alfa Parf | 2 – 4 (0-2) referto                       | Sporting Lisbona | Hala sportowa MORiS |
| Leveski 30’ , 39’ Marcatori 3’ Davi 16’ Evandro 29’ Wulf 37’ Parreiro |           |                                           |                  |                     |
|                                                                       |           |                                           |                  |                     |
| Leveski 30’, 39’                                                      | Marcatori | 3’ Davi 16’ Evandro 29’ Wulf 37’ Parreiro |                  |                     |

| Chorzów 12 ottobre 2006, ore 18:00 CEST                                                                                              | Adana Erevan | 3 – 7 (1-2) referto                                                      | Alfa Parf | Hala sportowa MORiS |
| Niazyan 19’ Kapukranyan 36’ Yerznkyan 39’ Marcatori 6’ ( rig. ) , 13’ , 23’ , 32’ ( rig. ) , 38’ Leveski 21’ Jovanovski 34’ Georgiev |              |                                                                          |           |                     |
| |              |                                                                          |           |                     |
| Niazyan 19’ Kapukranyan 36’ Yerznkyan 39’                                                                                            | Marcatori    | 6’ (rig.), 13’, 23’, 32’ (rig.), 38’ Leveski 21’ Jovanovski 34’ Georgiev |           |                     |

| Chorzów 12 ottobre 2006, ore 20:00 CEST                                   | Sporting Lisbona | 4 – 3 (2-1) referto       | Clearex Chorzów | Hala sportowa MORiS |
| Davi 15’ Deo 16’ Chiquinho 35’ , 36’ Marcatori 2’ , 32’ Marzec 38’ Szłapa |                  |                           |                 |                     |
|                                                                           |                  |                           |                 |                     |
| Davi 15’ Deo 16’ Chiquinho 35’, 36’                                       | Marcatori        | 2’, 32’ Marzec 38’ Szłapa |                 |                     |

### Gruppo 4
| Squadra         | P.ti | G | V | N | P | GF | GS | DR  |
| --------------- | ---- | - | - | - | - | -- | -- | --- |
| Dorožnyk        | 9    | 3 | 3 | 0 | 0 | 18 | 7  | +11 |
| Jistebník       | 6    | 3 | 2 | 0 | 1 | 6  | 6  | 0   |
| Iberia Tbilisi  | 3    | 3 | 1 | 0 | 2 | 10 | 13 | -3  |
| Nafta Mazeikiai | 0    | 3 | 0 | 0 | 3 | 3  | 11 | -8  |

| Ostrava 12 ottobre 2006, ore 18:00 CEST                      | Jistebník | 3 – 2 (2-2) referto            | Iberia Tbilisi | Sareza |
| Sluka 2’ , 6’ , 34’ Marcatori 17’ Sarkisian 17’ Altunashvili |           |                                |                |        |
|                                                              |           |                                |                |        |
| Sluka 2’, 6’, 34’                                            | Marcatori | 17’ Sarkisian 17’ Altunashvili |                |        |

| Ostrava 12 ottobre 2006, ore 20:00 CEST | Dorožnyk  | 6 – 1 (3-0) referto | Nafta Mazeikiai | Sareza |
| Marcatori                               |           |                     |                 |        |
|                                         |           |                     |                 |        |
| Gol · Gol · Gol · Gol · Gol · Gol       | Marcatori | Gol                 |                 |        |

| Ostrava 13 ottobre 2006, ore 16:00 CEST                | Jistebník | 3 – 1 (1-0) referto | Nafta Mazeikiai | Sareza |
| Janovský 4’ Blažej 21’ Sluka 36’ Marcatori 35’ Žukovas |           |                     |                 |        |
|                                                        |           |                     |                 |        |
| Janovský 4’ Blažej 21’ Sluka 36’                       | Marcatori | 35’ Žukovas         |                 |        |

| Ostrava 13 ottobre 2006, ore 18:00 CEST | Iberia Tbilisi | 6 – 9 (2-3) referto                                                                       | Dorožnyk | Sareza |
| Altunashvili 14’ Papoŭ 19’ ( aut. ) Elias 26’ Sarkisian 29’ Totladze 31’ ( rig. ) Chaladze 38’ Marcatori 1’ Ivaniutsin 11’ , 28’ Papoŭ 16’ , 37’ Huryn 24’ Miranovich 25’ , 27’ Varonin 31’ Kuznetsov |                |                                                                                           |          |        |
| |                |                                                                                           |          |        |
| Altunashvili 14’ Papoŭ 19’ (aut.) Elias 26’ Sarkisian 29’ Totladze 31’ (rig.) Chaladze 38’ | Marcatori      | 1’ Ivaniutsin 11’, 28’ Papoŭ 16’, 37’ Huryn 24’ Miranovich 25’, 27’ Varonin 31’ Kuznetsov |          |        |

| Ostrava 15 ottobre 2006, ore 13:45 CEST                | Nafta Mazeikiai | 1 – 2 (0-1) referto        | Iberia Tbilisi | Sareza |
| Maciulevičius 33’ Marcatori 18’ Sarkisian 38’ Totladze |                 |                            |                |        |
|                                                        |                 |                            |                |        |
| Maciulevičius 33’                                      | Marcatori       | 18’ Sarkisian 38’ Totladze |                |        |

| Ostrava 15 ottobre 2006, ore 15:45 CEST | Dorožnyk  | 3 – 0 (2-0) referto | Jistebník | Sareza |
| Kadakou 13’ , 25’ Varonin 20’ Marcatori |           |                     |           |        |
|                                         |           |                     |           |        |
| Kadakou 13’, 25’ Varonin 20’            | Marcatori |                     |           |        |

### Gruppo 5
| Squadra          | P.ti | G | V | N | P | GF | GS | DR  |
| ---------------- | ---- | - | - | - | - | -- | -- | --- |
| Šachtar          | 9    | 3 | 3 | 0 | 0 | 20 | 1  | +19 |
| Gödöllő          | 6    | 3 | 2 | 0 | 1 | 10 | 12 | -2  |
| Raba             | 3    | 3 | 1 | 0 | 2 | 6  | 9  | -3  |
| Toligma Chișinău | 0    | 3 | 0 | 0 | 3 | 4  | 18 | -14 |

| Budapest 10 ottobre 2006, ore 17:00 CEST                                             | Šachtar   | 6 – 1 (2-1) referto | Toligma Chișinău | Körcsarnok |
| Mirošnyk 7’ , 36’ Kondratjuk 17’ Mansurov 27’ , 28’ Sytin 33’ Marcatori 6’ Iacovenco |           |                     |                  |            |
|                                                                                      |           |                     |                  |            |
| Mirošnyk 7’, 36’ Kondratjuk 17’ Mansurov 27’, 28’ Sytin 33’                          | Marcatori | 6’ Iacovenco        |                  |            |

| Budapest 10 ottobre 2006, ore 19:00 CEST     | Gödöllő   | 4 – 0 (2-0) referto | Raba | Körcsarnok |
| Madarász 5’ , 19’ Szente 24’ , 25’ Marcatori |           |                     |      |            |
|                                              |           |                     |      |            |
| Madarász 5’, 19’ Szente 24’, 25’             | Marcatori |                     |      |            |

| Budapest 11 ottobre 2006, ore 17:00 CEST    | Raba      | 0 – 3 (0-2) referto               | Šachtar | Körcsarnok |
| Marcatori 1’ Mel'nikov 10’ Sytin 37’ Mynaev |           |                                   |         |            |
|                                             |           |                                   |         |            |
|                                             | Marcatori | 1’ Mel'nikov 10’ Sytin 37’ Mynaev |         |            |

| Budapest 11 ottobre 2006, ore 19:00 CEST                                          | Gödöllő   | 6 – 1 (3-1) referto | Toligma Chișinău | Körcsarnok |
| Lódi 14’ , 35’ Madarász 16’ , 19’ , 29’ Baranyai 33’ Marcatori 3’ ( aut. ) Szente |           |                     |                  |            |
|                                                                                   |           |                     |                  |            |
| Lódi 14’, 35’ Madarász 16’, 19’, 29’ Baranyai 33’                                 | Marcatori | 3’ (aut.) Szente    |                  |            |

| Budapest 13 ottobre 2006, ore 16:00 CEST                                                                                    | Toligma Chișinău | 2 – 6 (2-3) referto                                                                   | Raba | Körcsarnok |
| Hilotii 3’ Plămădeală 19’ Marcatori 9’ Jakovļevs 13’ Bakanins 17’ Kocerigins 23’ ( aut. ) Tacot 36’ Lisjakovs 38’ Vasiljevs |                  |                                                                                       |      |            |
| |                  |                                                                                       |      |            |
| Hilotii 3’ Plămădeală 19’                                                                                                   | Marcatori        | 9’ Jakovļevs 13’ Bakanins 17’ Kocerigins 23’ (aut.) Tacot 36’ Lisjakovs 38’ Vasiljevs |      |            |

| Budapest 13 ottobre 2006, ore 18:00 CEST                                                                            | Šachtar   | 11 – 0 (5-0) referto | Gödöllő | Körcsarnok |
| Mirošnyk 2’ Sytin 11’ , 19’ , 30’ Mansurov 12’ , 28’ , 37’ , 39’ Mel'nikov 19’ Yunakov 27’ Zadorožnyj 37’ Marcatori |           |                      |         |            |
| |           |                      |         |            |
| Mirošnyk 2’ Sytin 11’, 19’, 30’ Mansurov 12’, 28’, 37’, 39’ Mel'nikov 19’ Yunakov 27’ Zadorožnyj 37’                | Marcatori |                      |         |            |

### Gruppo 6
| Squadra        | P.ti | G | V | N | P | GF | GS | DR |
| -------------- | ---- | - | - | - | - | -- | -- | -- |
| Marbo Belgrado | 6    | 3 | 2 | 0 | 1 | 11 | 6  | +5 |
| CIP Deva       | 6    | 3 | 2 | 0 | 1 | 11 | 8  | +3 |
| Marlène        | 6    | 3 | 2 | 0 | 1 | 9  | 8  | +1 |
| GIP Beton MTO  | 0    | 3 | 0 | 0 | 3 | 5  | 14 | -9 |

| Deva 12 ottobre 2006, ore 17:30 EEST                                | Marbo Belgrado | 4 – 1 (2-1) referto | GIP Beton MTO | Sala Sporturilor |
| Dimić 4’ Tofoski 17’ Borojević 23’ Šošo 40’ Marcatori 2’ Simeunović |                |                     |               |                  |
|                                                                     |                |                     |               |                  |
| Dimić 4’ Tofoski 17’ Borojević 23’ Šošo 40’                         | Marcatori      | 2’ Simeunović       |               |                  |

| Deva 12 ottobre 2006, ore 20:00 EEST                                 | CIP Deva  | 2 – 3 (2-1) referto              | Marlène | Sala Sporturilor |
| Măgurean 11’ Stăncuța 18’ Marcatori 18’ de Zwart 29’ Roest 33’ Thies |           |                                  |         |                  |
|                                                                      |           |                                  |         |                  |
| Măgurean 11’ Stăncuța 18’                                            | Marcatori | 18’ de Zwart 29’ Roest 33’ Thies |         |                  |

| Deva 13 ottobre 2006, ore 17:30 EEST                                            | Marlène   | 2 – 5 (1-1) referto                        | Marbo Belgrado | Sala Sporturilor |
| Goudmijn 8’ de Zwart 37’ Marcatori 8’ , 40’ , 40’ Rajić 23’ Pavićević 31’ Perić |           |                                            |                |                  |
|                                                                                 |           |                                            |                |                  |
| Goudmijn 8’ de Zwart 37’                                                        | Marcatori | 8’, 40’, 40’ Rajić 23’ Pavićević 31’ Perić |                |                  |

| Deva 13 ottobre 2006, ore 20:00 EEST                                                                                | CIP Deva  | 6 – 3 (3-1) referto                  | GIP Beton MTO | Sala Sporturilor |
| Molomfalean 7’ , 18’ ( rig. ) Gherman 20’ Lupu 26’ , 27’ Șotărcă 38’ Marcatori 17’ D. Simić 35’ B. Simič 37’ Kurnik |           |                                      |               |                  |
| |           |                                      |               |                  |
| Molomfalean 7’, 18’ (rig.) Gherman 20’ Lupu 26’, 27’ Șotărcă 38’                                                    | Marcatori | 17’ D. Simić 35’ B. Simič 37’ Kurnik |               |                  |

| Deva 15 ottobre 2006, ore 11:00 EEST                        | GIP Beton MTO | 1 – 4 (0-2) referto                    | Marlène | Sala Sporturilor |
| Šnofl 29’ Marcatori 18’ , 36’ Ajnane 18’ Roest 21’ Goudmijn |               |                                        |         |                  |
|                                                             |               |                                        |         |                  |
| Šnofl 29’                                                   | Marcatori     | 18’, 36’ Ajnane 18’ Roest 21’ Goudmijn |         |                  |

| Deva 15 ottobre 2006, ore 13:15 EEST                       | Marbo Belgrado | 2 – 3 (1-1) referto     | CIP Deva | Sala Sporturilor |
| Bogdanović 10’ Šošo 40’ Marcatori 15’ Matei 36’ , 38’ Lupu |                |                         |          |                  |
|                                                            |                |                         |          |                  |
| Bogdanović 10’ Šošo 40’                                    | Marcatori      | 15’ Matei 36’, 38’ Lupu |          |                  |

## Turno élite

### Gruppo A
| Squadra   | P.ti | G | V | N | P | GF | GS | DR  |
| --------- | ---- | - | - | - | - | -- | -- | --- |
| Interviú  | 9    | 3 | 3 | 0 | 0 | 14 | 2  | +12 |
| Arzignano | 6    | 3 | 2 | 0 | 1 | 10 | 10 | 0   |
| Spalato   | 3    | 3 | 1 | 0 | 2 | 8  | 12 | -4  |
| Jistebník | 0    | 3 | 0 | 0 | 3 | 3  | 11 | -8  |

| Verona 7 dicembre 2006, ore 19:00 CET              | Interviú  | 3 – 0 (1-0) referto | Jistebník | PalaOlimpia |
| Schumacher 4’ Bertoni 23’ A. Linares 37’ Marcatori |           |                     |           |             |
|                                                    |           |                     |           |             |
| Schumacher 4’ Bertoni 23’ A. Linares 37’           | Marcatori |                     |           |             |

| Verona 7 dicembre 2006, ore 21:00 CET                                                       | Arzignano | 5 – 3 (3-3) referto       | Spalato | PalaOlimpia |
| Wilhelm 3’ Osibov 14’ ( aut. ) Pinilla 17’ , 34’ , 40’ Marcatori 4’ , 15’ da Silva 9’ Laura |           |                           |         |             |
|                                                                                             |           |                           |         |             |
| Wilhelm 3’ Osibov 14’ (aut.) Pinilla 17’, 34’, 40’                                          | Marcatori | 4’, 15’ da Silva 9’ Laura |         |             |

| Verona 8 dicembre 2006, ore 19:00 CET                                             | Spalato   | 0 – 6 (0-3) referto                                                    | Interviú | PalaOlimpia |
| Marcatori 3’ J. García 11’ , 30’ Marquinho 14’ Gabriel 21’ Schumacher 32’ Bertoni |           |                                                                        |          |             |
|                                                                                   |           |                                                                        |          |             |
|                                                                                   | Marcatori | 3’ J. García 11’, 30’ Marquinho 14’ Gabriel 21’ Schumacher 32’ Bertoni |          |             |

| Verona 8 dicembre 2006, ore 21:00 CET                 | Arzignano | 3 – 2 (1-0) referto  | Jistebník | PalaOlimpia |
| Danilo 14’ , 24’ , 38’ Marcatori 31’ Žiga 35’ Kovařík |           |                      |           |             |
|                                                       |           |                      |           |             |
| Danilo 14’, 24’, 38’                                  | Marcatori | 31’ Žiga 35’ Kovařík |           |             |

| Verona 10 dicembre 2006, ore 18:00 CET                                     | Jistebník | 1 – 5 (0-3) referto                                  | Spalato | PalaOlimpia |
| Blažej 29’ Marcatori 7’ Despotović 10’ , 33’ Brčić 12’ da Silva 23’ Osibov |           |                                                      |         |             |
|                                                                            |           |                                                      |         |             |
| Blažej 29’                                                                 | Marcatori | 7’ Despotović 10’, 33’ Brčić 12’ da Silva 23’ Osibov |         |             |

| Verona 10 dicembre 2006, ore 20:00 CET                                                       | Interviú  | 5 – 2 (2-1) referto    | Arzignano | PalaOlimpia |
| Marquinho 1’ , 39’ Schumacher 3’ Gabriel 26’ J. Linares 36’ Marcatori 10’ Wilhelm 35’ Bearzi |           |                        |           |             |
|                                                                                              |           |                        |           |             |
| Marquinho 1’, 39’ Schumacher 3’ Gabriel 26’ J. Linares 36’                                   | Marcatori | 10’ Wilhelm 35’ Bearzi |           |             |

### Gruppo B
| Squadra          | P.ti | G | V | N | P | GF | GS | DR  |
| ---------------- | ---- | - | - | - | - | -- | -- | --- |
| Dinamo Mosca     | 7    | 3 | 2 | 1 | 0 | 18 | 4  | +14 |
| CIP Deva         | 4    | 3 | 1 | 1 | 1 | 7  | 15 | -8  |
| Šachtar          | 4    | 3 | 1 | 1 | 1 | 12 | 10 | +2  |
| Sporting Lisbona | 1    | 3 | 0 | 1 | 2 | 5  | 13 | -8  |

| Mosca 4 dicembre 2006, ore 16:30 UTC+3                                                   | Šachtar   | 3 – 4 (1-2) referto                       | CIP Deva | Arena Družba |
| Mirošnyk 10’ Mynaev 40’ Yunakov 40’ Marcatori 4’ , 30’ Măgurean 18’ Al-Ioani 38’ Tomescu |           |                                           |          |              |
|                                                                                          |           |                                           |          |              |
| Mirošnyk 10’ Mynaev 40’ Yunakov 40’                                                      | Marcatori | 4’, 30’ Măgurean 18’ Al-Ioani 38’ Tomescu |          |              |

| Mosca 4 dicembre 2006, ore 19:00 UTC+3               | Dinamo Mosca | 5 – 0 (2-0) referto | Sporting Lisbona | Arena Družba |
| Cirilo 11’ , 24’ Tatú 19’ Kélson 25’ , 31’ Marcatori |              |                     |                  |              |
|                                                      |              |                     |                  |              |
| Cirilo 11’, 24’ Tatú 19’ Kélson 25’, 31’             | Marcatori    |                     |                  |              |

| Mosca 5 dicembre 2006, ore 16:30 UTC+3                                     | Sporting Lisbona | 2 – 5 (1-1) referto                           | Šachtar | Arena Družba |
| Bibi 6’ Wulf 28’ Marcatori 16’ Mansurov 24’ , 24’ , 33’ Sytin 33’ Mirošnyk |                  |                                               |         |              |
|                                                                            |                  |                                               |         |              |
| Bibi 6’ Wulf 28’                                                           | Marcatori        | 16’ Mansurov 24’, 24’, 33’ Sytin 33’ Mirošnyk |         |              |

| Mosca 5 dicembre 2006, ore 19:00 UTC+3                                                      | Dinamo Mosca | 9 – 0 (3-0) referto | CIP Deva | Arena Družba |
| Cirilo 1’ , 7’ Joan 5’ , 26’ , 34’ Pelé 28’ , 39’ Tomescu 31’ ( aut. ) Kélson 32’ Marcatori |              |                     |          |              |
|                                                                                             |              |                     |          |              |
| Cirilo 1’, 7’ Joan 5’, 26’, 34’ Pelé 28’, 39’ Tomescu 31’ (aut.) Kélson 32’                 | Marcatori    |                     |          |              |

| Mosca 7 dicembre 2006, ore 16:30 UTC+3                                   | CIP Deva  | 3 – 3 (1-1) referto     | Sporting Lisbona | Arena Družba |
| Șotărcă 13’ Măgurean 33’ Al-Ioani 34’ Marcatori 8’ , 26’ Davi 40’ Zézito |           |                         |                  |              |
|                                                                          |           |                         |                  |              |
| Șotărcă 13’ Măgurean 33’ Al-Ioani 34’                                    | Marcatori | 8’, 26’ Davi 40’ Zézito |                  |              |

| Mosca 7 dicembre 2006, ore 19:00 UTC+3                                            | Šachtar   | 4 – 4 (0-4) referto                   | Dinamo Mosca | Arena Družba |
| Sytin 22’ , 22’ Yunakov 37’ , 39’ Marcatori 2’ Kobzar 4’ Joan 17’ Tatú 18’ Kélson |           |                                       |              |              |
|                                                                                   |           |                                       |              |              |
| Sytin 22’, 22’ Yunakov 37’, 39’                                                   | Marcatori | 2’ Kobzar 4’ Joan 17’ Tatú 18’ Kélson |              |              |

### Gruppo C
| Squadra         | P.ti | G | V | N | P | GF | GS | DR |
| --------------- | ---- | - | - | - | - | -- | -- | -- |
| Action 21       | 5    | 3 | 1 | 2 | 0 | 11 | 9  | +2 |
| Clearex Chorzów | 5    | 3 | 0 | 0 | 0 | 9  | 8  | +1 |
| Marbo Belgrado  | 4    | 3 | 1 | 1 | 1 | 7  | 6  | +1 |
| Araz Naxçıvan   | 1    | 3 | 0 | 1 | 2 | 8  | 12 | -4 |

| Chorzów 5 dicembre 2006, ore 18:00 CET                                 | Clearex Chorzów | 3 – 3 (0-1) referto        | Araz Naxçıvan | Hala sportowa MORiS |
| Marzec 27’ Kusia 28’ Leśniak 33’ Marcatori 12’ Sidnei 39’ , 39’ Kapkov |                 |                            |               |                     |
|                                                                        |                 |                            |               |                     |
| Marzec 27’ Kusia 28’ Leśniak 33’                                       | Marcatori       | 12’ Sidnei 39’, 39’ Kapkov |               |                     |

| Chorzów 5 dicembre 2006, ore 20:00 CET                                     | Action 21 | 2 – 2 (0-1) referto         | Marbo Belgrado | Hala sportowa MORiS |
| Vanderlei 31’ Chaïbaï 32’ ( rig. ) Marcatori 3’ Rajić 37’ ( aut. ) Chaïbaï |           |                             |                |                     |
|                                                                            |           |                             |                |                     |
| Vanderlei 31’ Chaïbaï 32’ (rig.)                                           | Marcatori | 3’ Rajić 37’ (aut.) Chaïbaï |                |                     |

| Chorzów 6 dicembre 2006, ore 18:00 CET                                       | Clearex Chorzów | 3 – 2 (3-1) referto          | Marbo Belgrado | Hala sportowa MORiS |
| Leśniak 2’ Marzec 12’ Filipczak 17’ Marcatori 3’ Pavićević 30’ ( rig. ) Šošo |                 |                              |                |                     |
|                                                                              |                 |                              |                |                     |
| Leśniak 2’ Marzec 12’ Filipczak 17’                                          | Marcatori       | 3’ Pavićević 30’ (rig.) Šošo |                |                     |

| Chorzów 6 dicembre 2006, ore 20:00 CET                                                                                     | Araz Naxçıvan | 4 – 6 (2-2) referto                                | Action 21 | Hala sportowa MORiS |
| Borisov 14’ Fərəczadə 20’ Zico 25’ ( aut. ) Fərzəliyev 40’ Marcatori 11’ , 16’ , 22’ Liliu 30’ , 37’ Vanderlei 40’ Chaïbaï |               |                                                    |           |                     |
| |               |                                                    |           |                     |
| Borisov 14’ Fərəczadə 20’ Zico 25’ (aut.) Fərzəliyev 40’                                                                   | Marcatori     | 11’, 16’, 22’ Liliu 30’, 37’ Vanderlei 40’ Chaïbaï |           |                     |

| Chorzów 8 dicembre 2006, ore 18:00 CET                   | Marbo Belgrado | 3 – 1 (2-1) referto | Araz Naxçıvan | Hala sportowa MORiS |
| Dimić 16’ Surudžić 19’ Šošo 37’ Marcatori 10’ Fərzəliyev |                |                     |               |                     |
|                                                          |                |                     |               |                     |
| Dimić 16’ Surudžić 19’ Šošo 37’                          | Marcatori      | 10’ Fərzəliyev      |               |                     |

| Chorzów 8 dicembre 2006, ore 20:00 CET                                             | Action 21 | 3 – 3 (1-2) referto             | Clearex Chorzów | Hala sportowa MORiS |
| Van Melkebeke 20’ Zico 37’ Vanderlei 38’ Marcatori 11’ Kusia 14’ Marzec 37’ Szłapa |           |                                 |                 |                     |
|                                                                                    |           |                                 |                 |                     |
| Van Melkebeke 20’ Zico 37’ Vanderlei 38’                                           | Marcatori | 11’ Kusia 14’ Marzec 37’ Szłapa |                 |                     |

### Gruppo D
| Squadra       | P.ti | G | V | N | P | GF | GS | DR |
| ------------- | ---- | - | - | - | - | -- | -- | -- |
| ElPozo Murcia | 9    | 3 | 3 | 0 | 0 | 14 | 6  | +8 |
| Qairat        | 6    | 3 | 2 | 0 | 1 | 7  | 5  | +2 |
| Dorožnyk      | 3    | 3 | 1 | 0 | 2 | 7  | 12 | -5 |
| Gödöllő       | 0    | 3 | 0 | 0 | 3 | 6  | 11 | -5 |

| Budapest 4 dicembre 2006, ore 17:00 CET                                              | ElPozo Murcia | 6 – 1 (3-0) referto | Dorožnyk | Népliget |
| Bacaro 4’ , 21’ , 23’ Maurício 9’ Queirós 10’ Boned 24’ Marcatori 31’ ( rig. ) Papoŭ |               |                     |          |          |
|                                                                                      |               |                     |          |          |
| Bacaro 4’, 21’, 23’ Maurício 9’ Queirós 10’ Boned 24’                                | Marcatori     | 31’ (rig.) Papoŭ    |          |          |

| Budapest 4 dicembre 2006, ore 19:00 CET | Gödöllő   | 0 – 2 (0-1) referto  | Qairat | Népliget |
| Marcatori 2’ Etienne 32’ Cacau          |           |                      |        |          |
|                                         |           |                      |        |          |
|                                         | Marcatori | 2’ Etienne 32’ Cacau |        |          |

| Budapest 5 dicembre 2006, ore 17:00 CET             | Qairat    | 1 – 3 (1-1) referto         | ElPozo Murcia | Népliget |
| Pica-Pau 19’ Marcatori 15’ Wilde 26’ , 38’ Aparicio |           |                             |               |          |
|                                                     |           |                             |               |          |
| Pica-Pau 19’                                        | Marcatori | 15’ Wilde 26’, 38’ Aparicio |               |          |

| Budapest 5 dicembre 2006, ore 19:00 CET                           | Gödöllő   | 2 – 4 (1-2) referto                 | Dorožnyk | Népliget |
| Madarász 7’ , 28’ Marcatori 6’ Ivaniutsin 12’ , 26’ , 34’ Kadakou |           |                                     |          |          |
|                                                                   |           |                                     |          |          |
| Madarász 7’, 28’                                                  | Marcatori | 6’ Ivaniutsin 12’, 26’, 34’ Kadakou |          |          |

| Budapest 7 dicembre 2006, ore 16:30 CET                                | Dorožnyk  | 2 – 4 (1-2) referto              | Qairat | Népliget |
| Ivaniutsin 5’ Kadakou 21’ Marcatori 9’ Etienne 18’ , 20’ , 40’ Firmino |           |                                  |        |          |
|                                                                        |           |                                  |        |          |
| Ivaniutsin 5’ Kadakou 21’                                              | Marcatori | 9’ Etienne 18’, 20’, 40’ Firmino |        |          |

| Budapest 7 dicembre 2006, ore 18:30 CET                                                 | ElPozo Murcia | 5 – 4 (2-2) referto                  | Gödöllő | Népliget |
| Bacaro 9’ , 33’ Queirós 15’ , 35’ , 36’ Marcatori 5’ , 17’ Lódi 28’ Berkes 32’ Madarász |               |                                      |         |          |
|                                                                                         |               |                                      |         |          |
| Bacaro 9’, 33’ Queirós 15’, 35’, 36’                                                    | Marcatori     | 5’, 17’ Lódi 28’ Berkes 32’ Madarász |         |          |

## Fase finale

### Semifinali
| Arbitri: | Massimo Cumbo António Cardoso |

|                               |           |             |
| Pula 5’ Kobzar 22’ Kélson 38’ | Marcatori | 11’ Chaïbaï |

| Arbitri: | Ivan Novak Károly Török |

|                     |           |                                        |
| Boned 2’ Bacaro 35’ | Marcatori | 6’ Marquinho 39’ Schumacher 40’ Daniel |

### Finale 3º posto
| Arbitri: | António Cardoso Károly Török |

|                                       |                      |                                        |
| Chaïbaï 9’                            | Marcatori            | 38’ Vinícius                           |
| Zico Van Melkebeke Chaïbaï Ayoub Rosa | Tiri di rigore 3 – 4 | Vinícius Queirós Boned Maurício Bacaro |

### Finale
| Arbitri: | Massimo Cumbo Ivan Novak |

|                     |           |          |
| Kélson 13’ Pula 40’ | Marcatori | 38’ Neto |